# Gustava Carolina de Mecklenburg-Strelitz
Gustava Carolina de Mecklenburg-Strelitz (en alemany Gustave Caroline von Mecklenburg-Strelitz) va néixer a Strelitz (Alemanya) el 12 de juliol de 1694 i va morir a Schwerin el 13 d'abril de 1748. Era la filla més petita del duc Adolf Frederic II (1658-1708) i de la seva primera dona, la princesa Maria de Mecklenburg-Güstrow (1659-1701).

## Matrimoni i fills
E1 13 de novembre de 1714 es va casar a Schwerin amb el seu cosí el duc Cristià Lluís II de Mecklenburg-Schwerin (1683-1756), fill del duc Frederic I (1638-1688) i de Cristina Guillemina de Hessen-Homburg (1653-1722). El matrimoni va tenir cinc fills:
- Frederic II (1717-1785), duc de Mecklenburg-Schwerin i duc de Mecklenburg-Güstrow, casat amb Lluïsa de Wurtemberg (1722-1791).
- Ulric (1723-1813)
- Lluís (1725-1778), casat amb Carlota Sofia de Saxònia-Coburg Saafeld (1731-1810).
- Lluïsa, nascuda i morta el 1730.
- Amàlia (1732-1775)